# Erice
Erice (Èrici o U Munti in het siciliaans) is een zeer oude stad en gemeente op het Italiaanse eiland Sicilië en ligt nabij de stad Trapani in de provincie Trapani.
Het uitzicht vanaf de berg over Trapani, de kustlijn, de baaien, de zoutpannen en de Egadische Eilanden behoort tot de mooiste van Sicilië.

Eryx of Erice zou volgens een griekse mythe een zoon van Aphrodite zijn.

## Ligging
De stad ligt in het westen van Sicilië, de oude stad ligt hemelsbreed een paar kilometer van de stad Trapani, op een hoogte van 750 meter, op de top van de Monte San Giuliano en is via een kabelbaan verbonden met de voet van de berg, waar een deelgemeente of frazione van Erice, Casa Santa is gelegen.

Vanwege de hoge ligging en de nabijheid van de zee, ligt de oude stad vaak in de wolken. De deelgemeentes onder aan de berg vormen een conglomeraat met Trapani, zo ligt het ziekenhuis van Trapani in Casa Sante.

## Geschiedenis

### Stichting

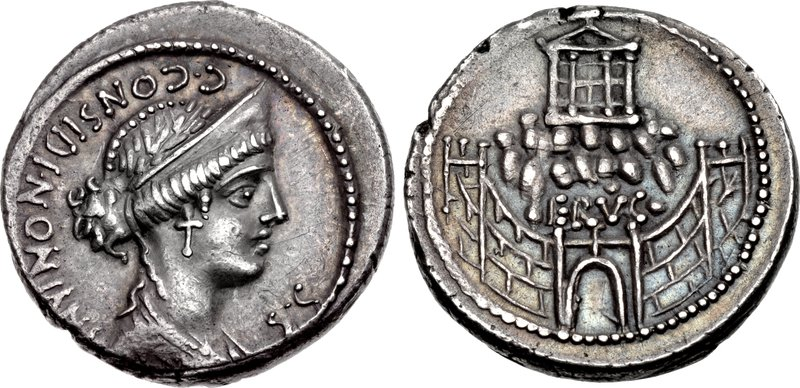
Romeinse munt met de Venus van Erycina en de tempel van Erice op de andere zijde

Erice (Eryx) is waarschijnlijk samen met Segesta gesticht door de Elymiërs of Elimi, een volk dat waarschijnlijk uit Griekenland komt en zich rond de achtste eeuw v.Chr. in het westen van Sicilië heeft gevestigd.
Volgens een Griekse mythe bouwde hun koning Eryx ter ere van zijn moeder Aphrodite een tempel. Hij zou gedood zijn in een tweegevecht met Herakles.
Door zijn hoge ligging werd de stad uit militair oogpunt van strategisch belang, vanwege de aanwezigheid van de tempel van Venus van religieus belang. Het heiligdom werd door de Feniciërs, Carthagers, Grieken en Romeinen als even belangrijk werd beschouwd. Priesteressen vereerden de godin door uitoefening van Tempelprostitutie.

### Carthago
De Ericine onderhielden goede contacten met zowel de Feniciërs uit Carthago vanwege de handelsbelangen, als met de Romeinen, die als mede-Trojanen werden gezien.
Aan de noordzijde van de stad ligt nog een deel van een Cyclopische stadsmuur die door de Feniciërs werd gebouwd.
In de eeuwen voor onze jaartelling stond Erice voornamelijk onder invloed van Carthago. De Phoeniciers streden voornamelijk met Dionysios I van Syracuse om de heerschappij in het gebied.
De Eerste Punische Oorlog (264 v.Chr. – 241 v.Chr.) was de eerste van de drie Punische oorlogen die uitgevochten werden tussen Rome en Carthago om de hegemonie over het Westelijk Middellandse Zeebekken. In 249 wist consul Lucius Junius Pullus de berg Eryx te bezetten, om zodoende de Carthaagse bruggehoofden Trapani en Marsala af te sluiten van het achterland.

### Rome
In 214 v. Chr. begon de Romeinse overheersing van Erice. Cicero spreekt vaak over de berg Erice, zijn tempel en de cultus van Venus Erycina.
Op de Quirinaal in Rome werd een kopie van deze tempel gebouwd.

Met de komst van het christendom raakte gezien het heidens karakter de tempel in verval.

### Middeleeuwen
Na 440 werd het westen van Sicilië achtereenvolgend overheerst door de Vandalen, de Ostrogoten en de Byzantijnen, totdat rond 840 Erice in moslimhanden viel.
In 1077 veroverden de Normandiërs Trapani en omgeving, de groothertog Rogier I van Sicilië gaf de berg (en ook de stad) de naam San Giuliano en liet er een kerk bouwen, maar de bevolking verliet de stad.
Aan het eind van de Middeleeuwen verleende Ferdinand I van Aragon en zijn opvolgers meerdere privileges aan Erice waardoor de stad zich kon uitbreiden tot aan San Vito Lo Capo.

Het overgrote deel van het historische centrum van de stad dateert uit deze late middeleeuwen.

### De Nieuwe Geschiedenis
Na de dood van Ferdinand II van Aragon werd de dynastie van Aragon opgevolgd door die van de Habsburgers, en daarna door die van Bourbon tot de eenwording van Italië.

### Moderne tijd
In de eerste helft van de negentiende eeuw werd Sicilië bestuurlijk opnieuw ingedeeld en werd Erice sterk afhankelijk van Trapani. Erice raakte in verval, verscheidene gezinnen verhuisden naar Trapani en in 1846 werd een deel van het platteland - namelijk Baida en Inici - toegewezen aan Castellammare del Golfo.
De periode tussen de twee wereldoorlogen wordt gekenmerkt door de strijd tussen socialisten en fascisten.
In 1934 kreeg Monte San Giuliano weer de oude naam Erice.
Na de Tweede Wereldoorlog verloor Erice meer agrarisch gebied, maar werd door het gezonde klimaat en de oprichting van het Ettore Majorana Centrum voor Wetenschappelijke Cultuur ( EMFCSC ) een zowel cultureel als toeristisch centrum.

## Frazioni
Casa Santa, Roccaforte, Rigaletta, Tangi, Ballata, Napola, Pizzolungo e.a.

## Bezienswaardigheden
- Chiesa Madre
- Normandisch kasteel (Castello di Venere)
- Kerk "San Giovanni Battista"
- Cyclopische muren

## Foto's

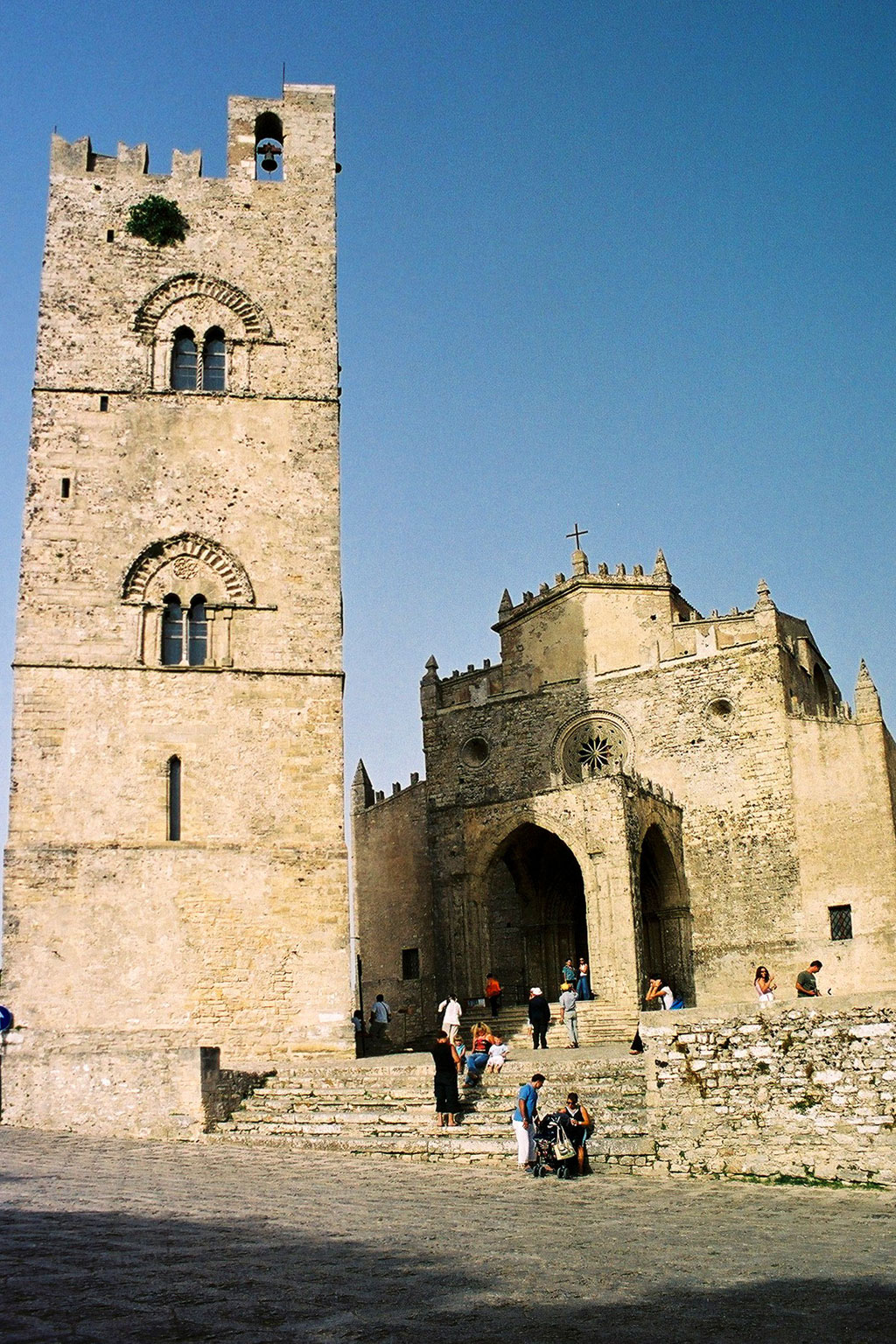
Chiesa Madre
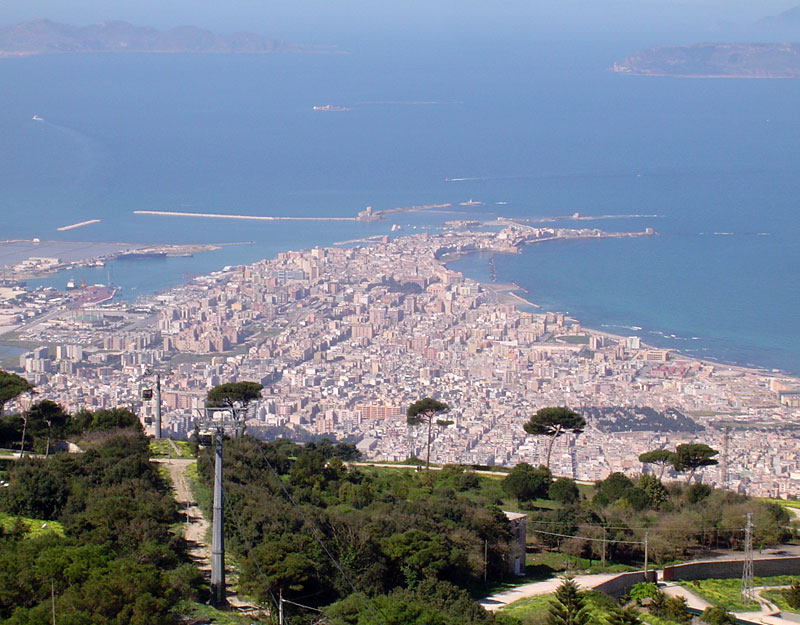
uitzicht over Trapani
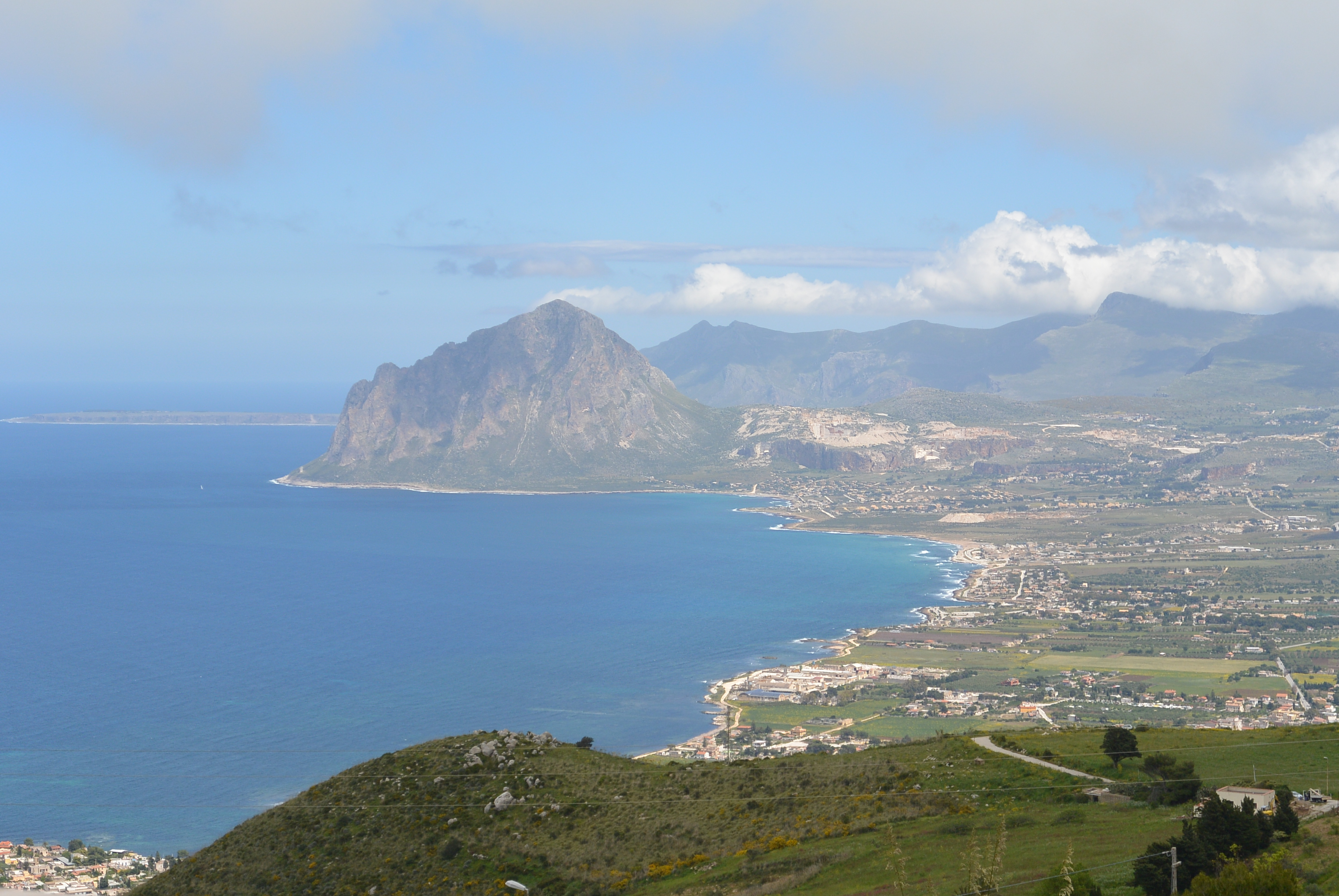
uitzicht over de kusts